# رون کیلینگز
رونیه آرون "رون" کیلینگز (به انگلیسی: Ronnie Aaron "Ron" Killings) (زاده ۱۹ ژانویه ۱۹۷۲) کشتی‌گیر حرفه‌ای آمریکایی است. او در حال حاضر با دبلیودبلیوئی قرارداد دارد و با نام خودش فعالیت می‌کند. او پیشتر از سال ۲۰۰۸ تا ۲۰۲۵ با نام آر-تروث (به انگلیسی: R-Truth) فعالیت می‌کرد.
کیلینگز از سال ۱۹۹۸ تا ۲۰۰۱ برای دبلیودبلیواف با نام کی-کوییک کار می‌کرد و با رود داگ هم‌تیمی بود و دو بار قهرمان عنوان هاردکور دبلیودبلیواف شد. پس از پایان قرارداد در سال ۲۰۰۲، او به پروموشن تازه تاسیس تی‌ان‌ای پیوست و با نام واقعی خودش مشغول به فعالیت شد و دو بار قهرمان عنوان سنگین‌وزن جهانی ان‌دبلیوآ شد.
کیلینگز در سال ۲۰۰۸ به دبلیودبلیوئی بازگشت و با نام آر-تروث به فعالیت پرداخت. او چندین بار در مسابقه پایانی یا مین‌ایونت پی‌پرویوهای این شرکت مسابقه داده؛ از جمله مسابقاتی بر سر عناوین جهانی دبلیودبلیوئی و سنگین‌وزن جهان. تروث دو بار قهرمان عنوان ایالات متحده و دو بار قهرمان تگ تیم دبلیودبلیوئی با کوفی کینگستون و د میز بوده است. شخصیت او بیشتر حول محور نقش‌های کمدی بوده است؛ برای مثال او ۵۴ بار قهرمان عنوان ۲۴/۷ دبلیودبلیوئی شده و در این زمینه رکورددار است. در رویداد ستردی نایتز مین اونت ۳۹، یک مسابقه بین او و جان سینا که تروث او را قهرمان دوران کودکی‌اش می‌خواند (با وجود آنکه او ۵ سال از سینا بزرگ‌تر است) برگزار شد که با شکست تروث اتمام یافت. پس از آن در ۱ ژوئن ۲۰۲۵ اعلام شد که قرارداد او با دبلیودبلیوئی تمدید نخواهد شد؛ این خبر اعتراض شدید میان تماشاگران را برانگیخت که سبب شد دبلیودبلیوئی پیش از برگزاری رویداد مانی این د بنک مجددا با او قرارداد ببندد. او در جریان مین اونت این رویداد بازگشت و با حمله به جان سینا، مسبب باخت او در مسابقه شد و با نام واقعی خودش مشغول فعالیت است.به علاوه در راو بعد از مانی این د بنک ۲۰۲۵ او با بریدن موهای خود به طور رسمی تغییر شخصیت خود را اعلام کرد. 